# (15295) Tante Riek
(15295) Tante Riek est un astéroïde de la ceinture principale.

## Description
(15295) Tante Riek est un astéroïde de la ceinture principale. Il fut découvert le 4 novembre 1991 à Kitt Peak par le projet Spacewatch. Il présente une orbite caractérisée par un demi-grand axe de 2,35 UA, une excentricité de 0,06 et une inclinaison de 7,6° par rapport à l'écliptique.

## Compléments